# Ermita de Sant Antoni de Pàdua d'Ares del Maestrat
L'ermita de Sant Antoni de Pàdua d'Ares del Maestrat, a la comarca de l'Alt Maestrat, és un lloc de culte catalogat com Bé de Rellevància Local, amb la categoria de Monument d'interès local, amb codiː 12.02.014-004, segons la Disposició Addicional Cinquena de la Llei 5/2007, de 9 de febrer, de la Generalitat, de modificació de la Llei 4/1998, d'11 de juny, del Patrimoni Cultural Valencià (DOCV Núm. 5.449 / 13/02/2007).
L'ermita se situa en la masia anomenada Mas de la Vall, a uns 10 quilòmetres d'Ares, en adreça sud-est, i s'accedeix a ella per una carretera en molt mal estat que se separa de la carretera CV-15 (direcció a Castelló), entre els quilòmetres 17 i 18.

## Història
La seva construcció està datada de l'any 1718, malgrat que hi ha autors que consideren més adequada la data de 1745, sufragada per les famílies que en aquest moment habitaven la masia. El nom popular de “Sant Antoni Fesolé” es deu al fet que la festivitat del sant coincideix amb la sembra de les mongetes (“fesols” en valencià).

## Descripció
Es tracta d'un edifici de petites dimensions, d'una sola nau amb arcs de mig punt i columnes sobre les quals es recolza la cúpula. Té una capella major amb coberta en forma de volta de canó.
No és totalment exenta, presentant una paret lateral adossada a altres edificis de la masia, malgrat sobresortir d'ells els braços que formen el creuer que es corona amb la cúpula de teules. L'accés es realitza per una porta rectangular de dues fulles, que queda emmarcada per dovelles irregulars, com succeeix també amb la petita finestra superior. A més pot apreciar-se sobre la llinda de la porta una fornícula, actualment buida, i la façana es remata en forma de capcer, on apareix una espadanya amb una sola i diminuta campana i alguns adorns geomètrics.
El seu interior presenta decoració a força de pintures murals, en l'altar major es troba la imatge de Sant Antonio, en la fornícula d'un retaule, i apareix una inscripció que resa: “AÑO 1750”.
A causa d'haver romàs pràcticament abandonada durant molt temps, en el qual ni es realitzava en ella culte religiós, es va produir l'ensulsiada del sostre i es van deteriorar les pintures murals interiors. L'any 2001 es va dur a terme una intervenció (fruit de la col·laboració de l'Ajuntament i la Fundació Blasc d'Alagó) per evitar la seva total deterioració, i durant la mateixa es va rehabilitar el seu exterior, es va sanejar la coberta, proveint-la novament de teules velles. A més es va dur a terme la consolidació de les pedres de carreu de l'espadanya, i les de l'estructura de la cúpula. Es van reparar esquerdes i es van col·locar reixes de forja en algunes finestres.
La festivitat del sant se celebra l'11 de juny amb un típic romiatge.